# Atletica leggera ai Giochi della XXXIII Olimpiade - Staffetta 4×400 metri femminile
Ai Giochi della XXXIII Olimpiade la Staffetta 4×400 metri femminile si è svolta nei giorni 9 e 10 agosto 2024 presso lo Stade de France di Parigi.

## Presenze ed assenze delle campionesse in carica
| Competizione            | Atleta      | Prestazione | Parigi 2024 |
| ----------------------- | ----------- | ----------- | ----------- |
| Olimpiadi 2020          | Stati Uniti | 3'16"85     | Presenti    |
| Africani 2022           | Sudafrica   | 3'29”34     | Non qual.   |
| Commonwealth 2022       | Canada      | 3'25”84     | Presente    |
| Asiatici 2022           | Bahrein     | 3'27”65     | Assente     |
| Panamericani 2023       | Cuba        | 3'33”15     | Presente    |
| Mondiali 2023           | Paesi Bassi | 3'20”72     | Presenti    |
| Mondiali staffette 2024 | Stati Uniti | 3'21”70     | Presenti    |
| Europei 2024            | Paesi Bassi | 3'22”39     | Presenti    |

## Risultati

### Batterie
| Pos. | Corsia | Nazioni       | Atlete                                                                   | Tempo   | Note |
| ---- | ------ | ------------- | ------------------------------------------------------------------------ | ------- | ---- |
| 1    | 6      | Stati Uniti   | Quanera Hayes, Shamier Little, Aaliyah Butler, Kaylyn Brown              | 3'21”44 | Q    |
| 2    | 7      | Gran Bretagna | Yemi Mary John, Hannah Kelly, Jodie Williams, Lina Nielsen               | 3'24”72 | Q    |
| 3    | 8      | Francia       | Sounkamba Sylla, Shana Grebo, Alexe Déau, Amandine Brossier              | 3'24”73 | Q    |
| 4    | 4      | Belgio        | Hanne Claes, Imke Vervaet, Camille Laus, Helena Ponette                  | 3'24”92 | q    |
| 5    | 9      | Spagna        | Blanca Hervás, Berta Segura, Eva Santidrián, Carmen Avilés               | 3'28”29 |      |
| 6    | 5      | Norvegia      | Josefine Tomine Eriksen, Astri Ertzgaard, Elisabeth Slettum, Amalie Iuel | 3'28”61 |      |
| 7    | 2      | Svizzera      | Giulia Senn, Julia Niederberger, Annina Fahr, Yasmin Giger               | 3'29”75 |      |
| 8    | 3      | Cuba          | Melissa Padrón, Daily Cooper Gaspar, Sahily Diago, Roxana Gómez          | 3'33”99 |      |

| Pos. | Corsia | Nazioni     | Atlete                                                                            | Tempo   | Note |
| ---- | ------ | ----------- | --------------------------------------------------------------------------------- | ------- | ---- |
| 1    | 9      | Giamaica    | Andrenette Knight, Ashley Williams, Charokee Young, Stephenie Ann McPherson       | 3'24”92 | Q    |
| 2    | 4      | Paesi Bassi | Eveline Saalberg, Lieke Klaver, Myrte van der Schoot, Lisanne de Witte            | 3'25”03 | Q    |
| 3    | 8      | Irlanda     | Sophie Becker, Phil Healy, Kelly McGrory, Sharlene Mawdsley                       | 3'25”05 | Q    |
| 4    | 7      | Canada      | Zoe Sherar, Aiyanna Stiverne, Lauren Gale, Kyra Constantine                       | 3'25”77 | q    |
| 5    | 5      | Italia      | Ilaria Accame, Anna Polinari, Giancarla Trevisan, Alice Mangione                  | 3'26”50 |      |
| 6    | 6      | Polonia     | Anastazja Kuś, Justyna Święty-Ersetic, Aleksandra Formella, Alicja Wrona-Kutrzepa | 3'26”69 |      |
| 7    | 3      | Germania    | Skadi Schier, Alica Schmidt, Mona Mayer, Eileen Demes                             | 3'26”95 |      |
| 8    | 2      | India       | Vithya Ramraj, Jyothika Sri Dandi, Machettira Raju Poovamma, Subha Venkatesan     | 3'32”51 |      |

### Finale

Video della Finale

| Pos.    | Corsia | Nazioni       | Atlete                                                                      | Tempo   | Note                |
| ------- | ------ | ------------- | --------------------------------------------------------------------------- | ------- | ------------------- |
| Oro     | 6      | Stati Uniti   | Shamier Little, Sydney McLaughlin-Levrone, Gabrielle Thomas, Alexis Holmes  | 3'15”27 | Record panamericano |
| Argento | 5      | Paesi Bassi   | Lieke Klaver, Cathelijn Peeters, Lisanne de Witte, Femke Bol                | 3'19”50 | Record nazionale    |
| Bronzo  | 7      | Gran Bretagna | Victoria Ohuruogu, Laviai Nielsen, Nicole Yeargin, Amber Anning             | 3'19”72 | Record nazionale    |
| 4       | 4      | Irlanda       | Sophie Becker, Rhasidat Adeleke, Phil Healy, Sharlene Mawdsley              | 3'19”90 | Record nazionale    |
| 5       | 9      | Francia       | Sounkamba Sylla, Shana Grebo, Amandine Brossier, Louise Maraval             | 3'21”41 | Record nazionale    |
| 6       | 2      | Canada        | Zoe Sherar, Aiyanna Stiverne, Lauren Gale, Kyra Constantine                 | 3'22”01 |                     |
| 7       | 3      | Belgio        | Hanne Claes, Imke Vervaet, Camille Laus, Helena Ponette                     | 3'22”40 |                     |
| -       | 8      | Giamaica      | Andrenette Knight, Ashley Williams, Charokee Young, Stephenie Ann McPherson | Rit.    |                     |